# Luis Ramos (futbolista uruguayo)
Luis Eduardo Ramos de Lucía (Montevideo, 9 de octubre de 1939 - 14 de marzo de 2021) fue un exfutbolista uruguayo. Jugó como centrocampista y defensor.
Nació en La Unión, un barrio de clase media en Montevideo.

## Selección de fútbol de Uruguay
Ramos jugó como defensor para la Selección de fútbol de Uruguay en la Copa Mundial de la FIFA 1966, del 11 al 30 de julio de 1966.
El equipo estaba conformado por:
1. Ladislao Mazurkiewicz
2. Horacio Troche
3. Jorge Manicera
4. Pablo Forlán
5. Néstor Gonçalves
6. Omar Caetano
7. Julio César Cortés
8. José Urruzmendi
9. José Sasía
10. Pedro Rocha
11. Domingo Salvador Pérez
12. Roberto Sosa
13. Nelson Díaz
14. Emilio Walter Álvarez
15. Luis Ubiñas
16. Eliseo Álvarez
17. Héctor Salvá
18. Milton Viera
19. Héctor Silva
20. Luis Ramos
21. Víctor Espárrago
22. Walter Taibo

Entrenador: Ondino Viera

## Otros equipos
Ramos también jugó para el Club Nacional de Football (Montevideo).
En 1967 y 1968 jugó en el Deportivo Español en
Buenos Aires (Argentina).

## Fallecimiento de sus hijas
Las dos hijas de Ramos fueron modelos profesionales, pero fallecieron con seis meses de diferencia debido a la anorexia nerviosa:
- Luisel Ramos (10  de noviembre de 1984 - 2 de agosto de 2006), de 22 años.
- Eliana Elle Ramos (9 de junio de 1988 - 13 de febrero de 2007), de 18 años.